# Main (cráter)
Main es un cráter de impacto que se encuentra cerca del polo norte de la Luna. El borde sur de esta formación se ha fusionado con el cráter más grande Challis situado al sur, y el suelo interior a nivel conecta los dos cráteres a través de un espacio estrecho. Al norte-noroeste de Main se halla Gioja.
|  |

Esta formación consiste en tres cráteres solapados que se unieron cuando el suelo interior resurgió por efecto de los flujos de lava, dejando un cráter más o menos circular, con protuberancias hacia el oeste y el noreste. La misma lava ha unido el suelo de Main con Challis al sur.
El borde remanente de Main presenta un talud de baja altura, que aparece casi nivelado con el terreno circundante en su parte superior. Un cráter pequeño que atraviesa el borde este de Main, presenta forma de cuenco. Su borde occidental casi ha desaparecido. El suelo de Main es casi plano, pero marcado por numerosos pequeños cráteres que se concentran en una banda desde el suroeste hacia el noreste. No presenta un pico central dentro del cráter, ni otras elevaciones reseñables.

## Cráteres satélite

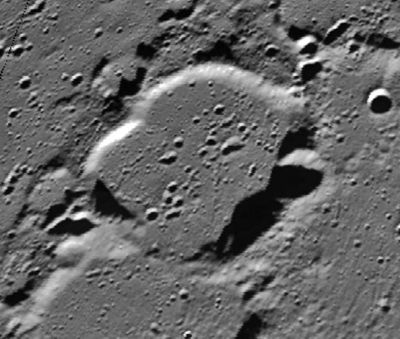
Fotografía de la misión Clementine (1994)

Por convención estos elementos son identificados en los mapas lunares poniendo la letra en el lado del punto medio del cráter que está más cercano a Main.
|      | \| Main \| Coordenadas \| Diámetro \| \| ---- \| ---------------------------- \| -------- \| \| L \| 81°42′N 23°12′E / 81.7, 23.2 \| 14 km \| \| N \| 82°18′N 22°00′E / 82.3, 22.0 \| 11 km \| |          |
| Main | Coordenadas | Diámetro |
| L    | 81°42′N 23°12′E / 81.7, 23.2 | 14 km    |
| N    | 82°18′N 22°00′E / 82.3, 22.0 | 11 km    |